# 헨리케 페어스
헨리케 베른슈나이더페어스(독일어: Henrike Bernschneider-Fehrs, 1984년 5월 13일 ~ )는 독일의 배우, 성우이다.